# Cratere Kyōsai
Kyōsai  è un cratere sulla superficie di Mercurio.